# Ernst Baumann (Elektroingenieur)

Ernst Baumann (1955)

Ernst Baumann (* 4. September 1909 in Murgenthal; † 28. November 1980 in Meilen) war ein Schweizer Elektroingenieur und Hochschullehrer.

## Leben
Ernst Baumann studierte ab 1928 Elektrotechnik an der ETH Zürich und war Assistent bis 1934. Eine Berufstätigkeit folgte bei den Kabelwerken Brugg bis 1940. Im selben Jahr wurde er als ordentlicher Professor für Schwachstromtechnik an die ETH Zürich berufen. 1948 übernahm er die Professur für Technische Physik an derselben Hochschule. Damit verbunden war die Direktion der Abteilung für industrielle Forschung (AfiF). Diese Abteilung hatte die Aufgabe, in Zusammenarbeit mit industriellen Partnern Entwicklungsprojekte durchzuführen. Die Abteilung AfiF war massgebend an der Entwicklung des Eidophorverfahrens zur Projektion auf grosse Bildschirme beteiligt, welches sein Vorgänger Fritz Fischer erfunden hatte. Bei diesem Projekt konnte eindrücklich die Zusammenarbeit mit der Schweizer Industrie bewiesen werden. Nach Jahren der Erforschung und frühen Entwicklung des Eidophorsystems am AfiF wurde das Projekt zur Fertigentwicklung an die Firma Dr. Edgar Gretener AG, später Gretag genannt, eine Tochterfirma von Ciba-Geigy in Basel, abgetreten. Dieser Transfer erforderte noch während längerer Zeit Unterstützung durch die AfiF. Auch bei elektronischen, quarzgesteuerten Uhren wurde das AfiF unter der Leitung von Baumann zu einem Pionier. Die Entwicklung der ersten Schweizer Quarzuhr für das Observatorium Neuenburg zählte zu diesen Leistungen. Mitte der 1960er-Jahre schlossen sich mehrere Schweizer Uhrenfirmen zusammen, um mit Hilfe von AfiF eine elektronische Quarzarmbanduhr zu entwickeln. Ausser der Batterie waren dafür keine geeigneten Komponenten kommerziell verfügbar. Als Resultat der Anstrengungen konnte 1972 die Neosonic-Armbanduhr als Prototyp vorgestellt werden. Das Uhrenherstellerkonsortium wollte jedoch das neue Uhrwerk nicht in Serie herstellen und löste sich auf.
Zu seinen Doktoranden zählten Alessandro Birolini, Albert Kündig, Roger Lagadec und Arvind Shah. Baumann wurde 1979 emeritiert.

## Veröffentlichungen
- Der Forscher in unserer Zeit. Polygraphischer Verlag, 1961.
- Zum Geleit. Stiftung Hasler-Werke. Arbeitsgemeinschaft für Elektrische Nachrichtentechnik (AGEN), Zürich 1962, Nr. 1, S. 1
- mit Roger Lagadec: Physikalische Grundlagen der Elektrotechnik (Autographie des physikalisch orientierten Teils der Vorlesung Elektronik II im 5.Semester an der Abteilung IIIB der ETH Zürich). Vorlesungstext, AMIV, 1976.
- Aktuelle Arbeitsgebiete des Institutes für Technische Physik und der Abteilung für Industrielle Forschung : Seminarvorträge Sommersemester 1977 / Abt. für Industrielle Forschung am Inst. für Techn. Physik der ETH Zürich. Abt. für Industrielle Forschung am Inst. für Techn. Physik, 1977, 167 S.

## Mitgliedschaften
- Vizepräsident Forschungsrat des Schweizerischen Nationalfonds ab 1952[1]

## Ehrungen
- Die ETH Lausanne verlieh ihm 1963 die Ehrendoktorwürde
- Das amerikanische IEEE ernannte ihn 1970 zum Fellow.[1]